# Palacio Azul
El Palacio Azul (en serbio: Plavi Dvorac) es un palacio situado en Cetiña, la capital real de Montenegro, construido para ser el palacio del príncipe heredero. Actualmente es la residencia oficial del Presidente de Montenegro.
Fue construido en 1894–1895 en un Estilo Imperio tardío para ser la residencia del príncipe Danilo de Montenegro, entonces heredero natural al trono. El edificio fue un modelo para la construcción de edificios de otros miembros de la Casa de Petrović-Njegoš por todo Montenegro.
El palacio fue renovado en 2006 mediante una subvención proporcionada por el Gobierno de Noruega.[cita requerida]